# NCSM Ingonish (J69)
Pour les articles homonymes, voir J69.
Le NCSM Ingonish (pennant number J69) (ou en anglais HMCS Ingonish) est un dragueur de mines de la Classe Bangor lancé pour la Royal Navy (RN), mais transféré à la Royal Canadian Navy (RCN) avant sa mise en service et qui a servi pendant la Seconde Guerre mondiale.

## Conception
Le Ingonish est commandé dans le cadre du programme de la classe Bangor de 1939-40 le 28 novembre 1940 pour le chantier naval de North Vancouver Ship Repairs Limited de North Vancouver en Colombie-Britannique au Canada. La pose de la quille est effectuée le 6 juin 1941, le Ingonish est lancé le 30 juillet 1941 et mis en service le 5 août 1942.
La classe Bangor doit initialement être un modèle réduit de dragueur de mines de la classe Halcyon au service de la Royal Navy,. La propulsion de ces navires est assurée par 3 types de motorisation: moteur diesel, moteur à vapeur à pistons double et triple expansion et turbine à vapeur. Cependant, en raison de la difficulté à se procurer des moteurs diesel, la version diesel a été réalisée en petit nombre.
Les dragueurs de mines de classe Bangor version canadienne déplacent 683 tonnes en charge normale . Afin de pouvoir loger les chaufferies, ce navire possède des dimensions plus grandes que les premières versions à moteur diesel avec une longueur totale de 54,9 mètres, une largeur de 8,7 mètres et un tirant d'eau de 2,51 mètres. Ce navire est propulsé par 2 moteurs alternatifs verticaux à triple détente alimentés par 2 chaudières à tubes d'eau à 3 tambours Admiralty et entraînant deux arbres d'hélices. Le moteur développe une puissance de 2 400 chevaux-vapeur (1 790 kW) et atteint une vitesse maximale de 16 nœuds (30 km/h). Le dragueur de mines peut transporter un maximum de 152 tonnes de fioul.
Leur manque de taille donne aux navires de cette classe de faibles capacités de manœuvre en mer, qui seraient même pires que celles des corvettes de la classe Flower. Les versions à moteur diesel sont considérées comme ayant de moins bonnes caractéristiques de maniabilité que les variantes à moteur alternatif à faible vitesse. Leur faible tirant d'eau les rend instables et leurs coques courtes ont tendance à enfourner la proue lorsqu'ils sont utilisés en mer de face.
Les navires de la classe Bangor sont également considérés comme exiguës pour les membres d'équipage, entassant 6 officiers et 77 matelots dans un navire initialement prévu pour un total de 40.

## Histoire

### Seconde Guerre mondiale
Commandé pour la Royal Navy, le navire est lancé le 30 juillet 1941 sous le nom de HMS Ingonish et est prêté à la Marine royale canadienne avec une mise en service le 5 août 1942 à Vancouver .
Après avoir fait des essais en mer, le dragueur de mines se joint à la Esquimalt Force (Force d'Esquimalt) en mai 1942, la force locale de patrouille et d'escorte de convoi opérant à partir d'Esquimalt, en Colombie-Britannique. Le Ingonish est l'un des navires de guerre ajoutés à la force de patrouille de la côte Ouest après l'attaque japonaise sur Pearl Harbor. La principale tâche des dragueurs de mines de la classe Bangor après leur mise en service sur la côte Ouest est d'effectuer la Western Patrol (patrouille occidentale). Celle-ci consiste à patrouiller la côte Ouest de l'île de Vancouver, à inspecter les bras de mer et les détroits et à passer les îles Scott pour se rendre dans le canal Gordon à l'entrée du détroit de la Reine-Charlotte et de revenir. Le dragueur de mines est ensuite transféré à la Prince Rupert Force (Force de Prince Rupert), l'unité de patrouille et d'escorte opérant à partir de Prince Rupert (Colombie-Britannique), et reste sur la côte Pacifique jusqu'en mars 1943, date à laquelle le Ingonish reçoit l'ordre de se rendre sur la côte Atlantique du Canada.
Après son arrivée à Halifax, en Nouvelle-Écosse, le 30 avril 1943, le dragueur de mines est affecté à la Western Local Escort Force (WLEF) (Force d'escorte locale de l'Ouest) en tant qu'escorte de convoi. En juin, le Ingonish est transféré à la Halifax Force (Force de Halifax), la force locale d'escorte et de patrouille opérant depuis Halifax. En novembre de la même année, le navire de guerre est envoyé à Baltimore, dans le Maryland, aux États-Unis pour un carénage qui dure neuf semaines. En mai 1944, le dragueur de mines rejoint la Sydney Force (Force de Sydney), la force locale de patrouille et d'escorte opérant depuis Sydney (Nouvelle-Écosse), et reste avec l'unité jusqu'en février 1945. Le navire retourne à la Halifax Force en février et subit un second carénage à Saint-Jean, au Nouveau-Brunswick.
Après le carénage, le Ingonish est envoyé aux Bermudes pour des travaux d'entretien, puis navigue vers le Royaume-Uni en juin 1945.

### Après-guerre
Le dragueur de mines est désactivé et retourne à la Royal Navy à Sheerness le 2 juillet 1945. N'étant jamais entré en service dans la Royal Navy, le navire est mis en réserve.
Le Ingonish est vendu le 1er janvier 1948 à Clayton & Davie pour être mis à la casse et démoli à Dunston dans le Tyne and Wear.

### Honneurs de bataille
- Atlantic 1944
- Gulf of St. Lawrence 1944

### Participation auxconvois
Le Ingonish a navigué avec les convois suivants au cours de sa carrière:
1. Convoi ON 234

### Commandement
- T/Lieutenant (T/Lt.) Benjamin Thomas Robert Russell (RCNR) du 29 avril 1942 au 2 mai 1943
- T/Lieutenant (T/Lt.) Benjamin Thomas Robert Russell (RCNR) du 3 mai 1943 au 4 avril 1944
- T/Lieutenant (T/Lt.) Benjamin Thomas Robert Russell (RCNR) du 5 avril 1944 au 15 septembre 1944
- T/Lieutenant (T/Lt.) Benjamin Thomas Robert Russell (RCNR) du 16 septembre 1944 au 2 juillet 1945

Notes:
RCNR: Royal Canadian Naval Reserve 